# Его превосходительство субъект
«Его превосходительство субъект» (пол. Jego ekscelencja subiekt) — польская романтическая комедия, чёрно-белый фильм 1933 года.

## Сюжет
Ежи — продавец  элитного магазина одежды. Клиентки его обожают. За его элегантность, на новогоднем балу Ежи признали за важного субъекта. Он не развеивает их заблудения, потому что ему нравится богатая девушка. Но в действительности она не богата, зато её родители хотят богатого зятя.

## В ролях
- Евгениуш Бодо — Ежи, субъект
- Ина Бенита — Аня Порецкая
- Мечислава Цвиклиньская — Идалия Порецкая, мать Ани
- Конрад Том — Теодор Порецкий, отец Ани
- Алина Желиская — Франя, горничная Порецких
- Людвик Фрицше — лакей Порецких
- Анджей Богуцкий — знакомый Порецких, участник бала
- Зыгмунт Хмелевский — Зыгмунт Крахт, жених Ани
- Францишек Петерсиле — знакомый Крахта
- Феликс Хмурковский — Юзеф Цяпкевич
- Хелена Бучиньская — Хелена, жена Цяпкевича
- Виктор Беганьский — руководитель магазина
- Ирена Скверчиньская — заведующая отделом женской одежды